# Psicologia militare

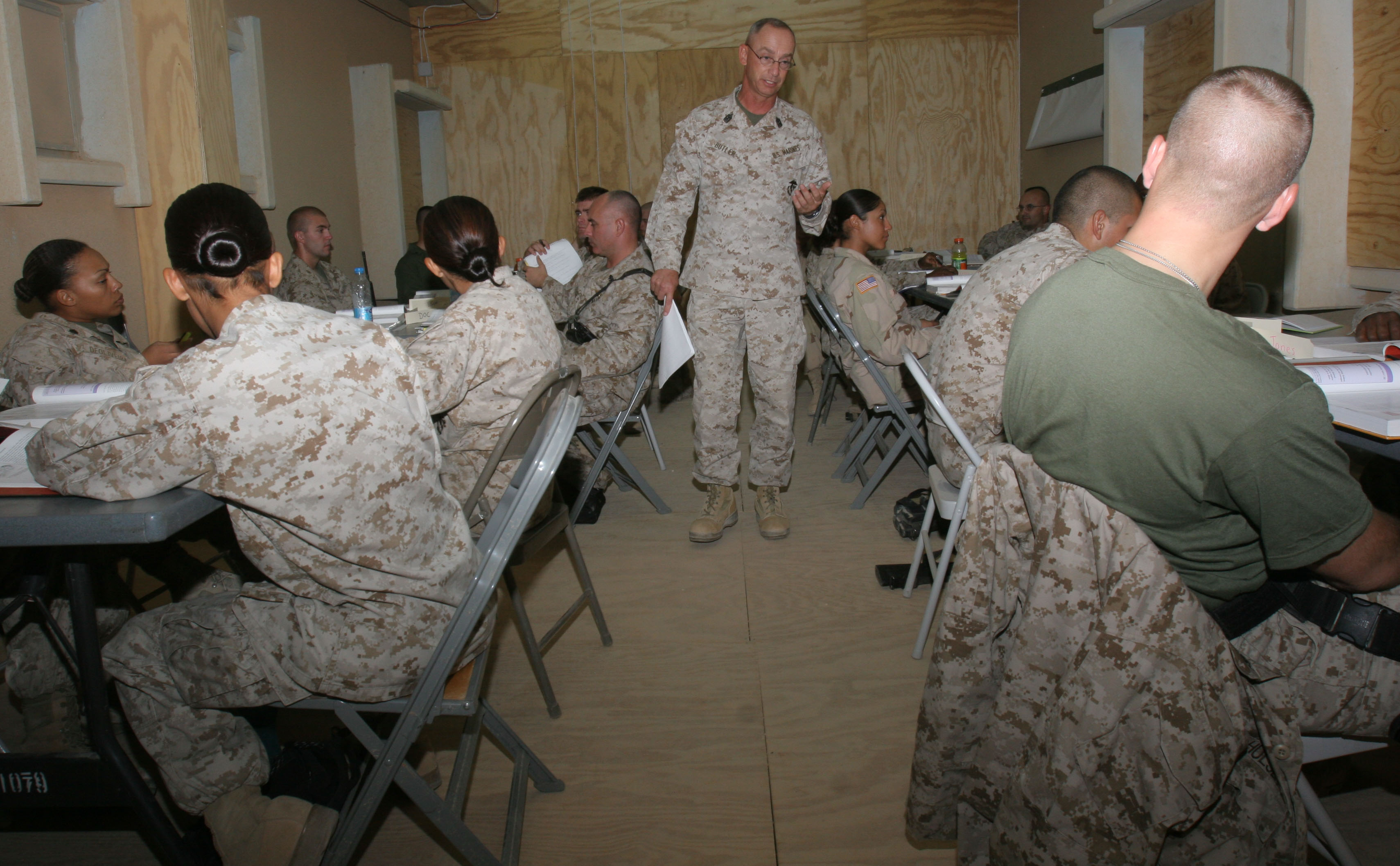
Lezione di psicologia tra militari del Corpo dei Marine, nella base aerea Al Asad in Iraq.

La psicologia militare è una branca della psicologia che si occupa dell'idoneità al servizio militare, della selezione del personale militare, delle varie reazioni di stress psicologico correlate alle attività militari e alle conseguenze che queste possono avere sull'equilibrio psico-fisico del militare. La psicologia militare si occupa anche del trattamento delle reazioni psicologiche della popolazione civile a seguito di eventi potenzialmente traumatici (ad esempio conflitti a fuoco, rapimenti, attacchi terroristici, disastri naturali) e della popolazione militare a seguito di particolari attività nei teatri operativi.  
Secondo una visione più generica del termine, con psicologia militare si può intendere lo studio, la progettazione e l'applicazione di teorie e pratiche psicologiche per la conoscenza, previsione e valutazione dei comportamenti sia delle proprie forze armate che di quelle del nemico o della popolazione civile, che possono essere indesiderati, minacciosi o potenzialmente pericolosi. Un'altra applicazione della psicologia militare è nella conduzione degli interrogatori e delle attività investigative. 
È stata tra le prime branche della psicologia applicata ad essere ampiamente riconosciuta e promossa dalle forze armate durante la prima guerra mondiale. 
Gli psicologi militari generalmente rivestono il grado di ufficiale nelle forze armate. Forniscono sostegno ai militari in differenti modi: attraverso il supporto psicologico diretto, attraverso la consulenza ai comandanti militari, attraverso la formazione e l'insegnamento su tematiche psicologiche e attraverso la progettazione di campagne informative e formative per la prevenzione dei fenomeni di devianza, di disagio psicologico o autolesionismo.
Nel forze armate italiane vi sono inquadrati ufficiali psicologi all'interno dei vari corpi di sanità militare:
- Corpo sanitario dell'Esercito Italiano
- Corpo sanitario militare marittimo
- Corpo sanitario aeronautico
- Servizio sanitario dell'Arma dei Carabinieri